# Srpska Crnja
Srpska Crnja (serbocroata cirílico: Српска Црња; húngaro: Szerbcsernye) es un pueblo de Serbia perteneciente al municipio de Nova Crnja en el distrito de Banato Central de la provincia autónoma de Voivodina.
En 2011 tenía 3685 habitantes. Más de cuatro quintas partes de los habitantes son étnicamente serbios, quienes conviven con pequeñas minorías de gitanos y magiares.
Se conoce la existencia de la localidad desde 1373, cuando se menciona como un pueblo del reino de Hungría. Tras la ocupación otomana, pasó a ser una zona despoblada en el eyalato de Temeşvar. La actual localidad fue repoblada a mediados del siglo XVIII por serbios y rumanos, mientras que junto a ella se creó una localidad para alemanes llamada "Nemačka Crnja"; ambos asentamientos se unieron en un único pueblo étnicamente serbio a mediados del siglo XX, como consecuencia de la expulsión de alemanes tras la Segunda Guerra Mundial. El pueblo es conocido por ser el lugar de nacimiento del pintor y escritor Đura Jakšić, albergando un museo dedicado al artista.
Se ubica unos 5 km al noreste de Nova Crnja, junto a la frontera con Rumania. Al otro lado de la frontera se ubica la ciudad rumana de Jimbolia.